# Maria Borges
Maria Borges (nacida el 28 de octubre de 1992 en Luanda, Angola) es una modelo angoleña. Modeló para Victoria's Secret y otras marcas de renombre internacional.

### Vida personal
El 28 de octubre del 2021, dio la bienvenida a su hija, Athena, con su pareja de nombre desconocido.